# جزيرة كالامباو
جزيرة كالامباو وهي جزيرة من جزر إندونيسيا، وتتبع في إقليم كليمنتان الجنوبية في إندونيسيا.